# 戸田真琴
戸田 真琴（とだ まこと、1996年10月9日 - ）は、日本の文筆家、映画監督。元AV女優。
AVデビュー当時はバンビプロモーションに所属していたが、のちに同プロ系列のBstarに所属。引退後はmakolin house（まこりんハウス）所属。

## 経歴
自営業の父と宗教心に厚い母のもとに生まれる。新興宗教3世で、いわゆる機能不全家族だったという。親の信じる宗教の矛盾などに中学生ごろに気付き、反発。次第に家庭内を始め、他者とのコミュニケーションにおいても生きづらさを感じるようになる。大学進学時には一人暮らしができるよう、わざわざ実家から通えない大学（美術大学）を選んだ。学費は奨学金で賄い、のちにAV女優業で全額返済できたという。
2016年6月にSOD新レーベル青春時代より『「私、Hがしてみたいんです」 戸田真琴 19歳 処女 SOD専属AVデビュー』でデビュー。のちのインタビューでは、前述した家庭環境からくる性的コンプレックスがあり、「自分の人生は一度行き詰まったので捨てよう」と思ったことなどがデビューの理由だと答えている。
同年10月、アイドルグループ「原宿バンビーナ」に加入。11月にSOD Starにレーベル移籍。
2017年3月、東京スポーツ「あの娘で抜きたい裏通りWebグランプリ2016｣の新人賞&作品賞（SOD青春時代）を受賞。
2017年、講談社「ミスiD2018」に応募し、プレエントリーを突破。
2017年6月27日、第1回大森靖子賞を受賞。8月4日に原宿バンビーナを卒業。11月3日、前述したミスiD2018受賞者に選ばれる。
2018年5月、DMM R-18 アダルトアワード2018で話題賞を受賞。同月に行われた第30回ピンク映画大賞で新人女優賞受賞。同年11月にはスカパー！アダルト放送大賞2019女優賞にノミネート。2019年3月12日に女優賞を受賞した。
2019年、「監督処女 戸田真琴実験映画集プロジェクト」を通して映像監督デビュー予定であることが発表された。映画制作資金として200万円を募った結果、開始2時間で目標達成。最終的に450人の支援者からその3倍の約600万円を集め、大きな話題となった。3本のショートシネマをまとめた監督映画『永遠が通り過ぎていく』は2019年12月20日、MOOSIC LAB 2019特別招待作品として劇場公開された。
2020年12月に発表された「FLASH 2020年現役最強セクシー女優BEST100」読者投票・第14位。2021年4月に発表されたアサヒ芸能「2021現役AV女優SEXY総選挙」で第24位。同年8月発表「読者300人が選んだFLASH 2021セクシー女優ランキング」読者投票23位。
2021年4月より写真家の飯田エリカと「I‘m a Lover, not a Fighter.」プロジェクトを開始。ディレクション・衣装スタイリング・コピーライティング等を務める。
2021年12月発売作品をもって青春時代レーベルから続く約5年間務めたSOD専属を卒業。さらに2021年12月14日発売の光文社『FLASH』で2023年1月でAV女優を引退することを発表した。残り1年はFALENO専属で活動し、AV女優引退後も表現活動は継続する。ただしモノづくりが本分との考えから、女優活動に関しては自身の監督作では考えていないと回答している。
光文社『FLASH』発表の2021年セクシー女優ランキング第10位。
2022年開始の架空バンド「APL」プロジェクトにはスタイリストとしてかかわる。同年9月13、14日に東京・原宿RUIDOで行われた「ミルジェネ10周年記念LIVE Sweet Memories」に歌手として出演。
2022年12月5日、AV女優引退作『戸田真琴、引退。私が最後にやりたかったこと』をFALENOから配信開始。DVD版は2023年1月12日発売。同作は12月5日週FANZA通販フロアランキングで初登場2位を記録した。
2023年1月31日に月見ル君想フで行われたライブ「戸田真琴Last Show『Sweet Sweet Beginning』」をもって「AV女優・戸田真琴」としての活動にピリオドを打った。同年5月、初の私小説『そっちにいかないで』を発売。
文字や映像作家として表現したいものは、エロティックとは異なるものであるが、つながって見えることが生き物として面白いと考えてたため、女優業引退後も「戸田真琴」名義を継続する。ミスiD審査員としてつながりのある吉田豪は変えないことを強く推したという。

## 人物
趣味は映像編集。キャッチコピーは「どスケベ小動物」。
中学時代は美術部部長。生徒会副会長。親が新興宗教にはまっていたという特異な環境で育つ。戸田自身は熱心な信者ではないが、親との関係悪化を恐れて脱会まではしていない。母のミサンドリーからくる教えで、「婚前交渉禁止」を言い渡されていた。
好きな映画ベスト3は『ミステリー・トレイン』、『ライフ・イズ・ビューティフル』、『スタンド・バイ・ミー』。
幼いころは母の顔色を伺うあまり、意見の言えない子供だった。これは成人後の性格にも影響しており、他者の意見にNOが言えず、ひとりになった際に軌道修正することがある。
「AVは異世界転生」と述べており、デビュー直後以外は素の自分を入れずに演じていた。切り分けることでバランスを取れること、自分を入れると「かわいくありたい」と思ってしまい、監督やカメラマンの求める「エロ」と異なる可能性があることを理由に挙げていた。ただし、きちんと切り分け、迷いをなくすため、演じるうえでの疑問や意図はスタッフ側に投げかけていた。またAV引退については「仕事に対して誠実でいたいから辞める。（AV女優でなくなっても）自分は生きてきていいんだと思えたから辞めます」と引退理由を述べている。また、AVに出たことは自分自身ではよかったことと捉えているが、真似はしてほしくないと考えており、「友達が出ると言ったら全力で止める」と述べている。
コラムニストとしても活動しているが、日記や手紙を推敲するのは好きなものの、文章が得意という意識はないという。
ダメな子と言われ育てられた環境から、自身では「自己肯定感が著しく低い」（自分では好きだが、他人からの評価が低いと思っている）性格と述べている。

## 作品

### アダルトビデオ -DVD/配信-
特筆しない限りSODクリエイトから発売。

#### 青春時代
- 「私、Hがしてみたいんです」 戸田真琴 19歳 処女 SOD専属AVデビュー（6月23日）
- 「私、もっと気持ちいい事が知りたいです」戸田真琴 19歳 初めて尽くし4本番（7月21日）
- 「中出しって気持ちいいんですか?」 戸田真琴 19歳 中出し解禁（8月18日）
- 「もうH無しでは生きていけなくなっちゃいます」戸田真琴 19歳 SEX中毒になるほど快楽漬けにする一泊二日の温泉旅行（9月22日）
- 「私とえっちしませんか?」 戸田真琴 19歳 元生徒会副会長が妄想するえっちな●校生活（10月20日）※監督兼任

#### SODstar
- 戸田真琴 SODstar DEBUT!（11月23日）
- 性感エステ×フルコース 10コーナー240分SP（12月22日）
- SODファン大感謝祭!賢者タイムなし! 何発も発射できる猛者が神!射精無制限ぜつりんバスツアー 超人気女優16人 VS 一般募集素人ファンによる夢の大乱交!総勢19名一泊二日79発射!（12月22日) 共演：飛鳥りん、大槻ひびき、波多野結衣、あべみかこ、水野朝陽、広瀬うみ、澁谷果歩、南まゆ、浜崎真緒、椎名そら、跡美しゅり、あず希、宮崎あや、小谷みのり、蓮実クレア

- 失神するほど…イカサレテ（1月19日）
- SODファン大感謝祭! 裏ぜつりんバスツアー 脱落者救済 熱血SEX塾 発射できないダメち○ぽは私たちがお仕置きよ（1月19日） 他出演：あべみかこ（主演）、蓮実クレア（主演）、飛鳥りん、広瀬うみ、南まゆ、浜崎真緒、小谷みのり、澁谷果歩、宮崎あや、あず希、跡美しゅり、椎名そら、大槻ひびき、波多野結衣、水野朝陽
- ギリギリ寸止め×小悪魔系挑発淫語 SODstarの戸田真琴ちゃんに思いっきり焦らされまくったらチョー気持ちいいザーメンが出ちゃいました (花丸)（2月16日）
- 結婚間近の美人OLを【奴隷化・屈服・完全制圧】レイプ ～狙われたイヤホン自転車女子～（3月18日）
- 最高にエッチで可愛い戸田真琴がアナタの妹になってラブラブ近親相姦生活（4月20日）
- 戸田真琴 生中出し×媚薬トランス×三つ編みモサ子女子校生（5月18日）
- 戸田真琴×完全ガチンコ素人 童貞初挿入（6月15日）
- はじめての赤面放尿敏感おもらし（7月20日）
- 巨根×鬼突きピストン 歴代のカレシは全員デカチン!（8月24日）
- 戸田真琴 デビュー1周年記念 12作品収録4時間BEST（9月7日）※単体ベスト、 Blu-ray版同時発売
- ストーカー化した患者に嵌められた結婚間近の美人ナース（9月21日）
- 近親レイプから始まった不貞の愛 平和な家庭のホームビデオにRECされた義父の悪戯（10月19日）
- Wキャスト 二人があなたの妹になってラブラブ近親相姦 ご奉仕天国（11月16日）共演：紗倉まな
- Wキャスト 拘束×巨根 激ピストンイカセ地獄（11月16日）共演：紗倉まな
- 童貞のフリした絶倫少年が姉の友達にハードピストン 連続中出しエビ反り痙攣爆イキ大絶頂（12月21日）

- 媚薬堕ち… 義父とまぐわう湯けむり不貞中出し妻（1月25日）
- 大学受験を控えた女子●生痴漢（2月22日）
- 愛液グッショリ糸引きマ○コのピチャピチャ音 唾液たっぷりお口のじゅるチュパ音（3月21日）
- 壁!机!椅子!から飛び出る生チ●ポが人気の進学校『都立しゃぶりながら高校』卒業 ～my graduation～　Feat.戸田真琴（4月12日）共演：栄川乃亜、石川祐奈、美咲ヒカル、白井ゆずか
- 赤ちゃん欲しがる中出し子作り淫語 ボクへの愛情が抑えられない家庭教師（4月26日）
- 男子の格好がバレて輪姦されて…（5月24日）
- 手をぎゅっと握り目をじっと見つめながら彼女が犯されるのをただ傍観するしかなかった惨めなボク（6月21日）
- 大量ぶっかけ解禁 53発 ALL顔射（7月26日）
- 最大身長差30cm以上最大体重差60kg以上 大男たちのデカチン相手に朝から晩までの8時間 ず～っとガリバーセックス!（8月23日）
- 戸田真琴×ナチュラルハイ 痴漢OK娘スペシャル SODstar Ver. 絶対NGの極上保育士を連日痴漢でOKさせろ（10月25日）
- 戸田真琴ちゃんタオル一枚男湯入ってみませんか? HARD（11月8日、ナチュラルハイ）
- 高速膣絞めグラインド騎乗位 ちっぱいおっパブ嬢の超敏感乳首をチューチュー吸ったら自ら腰をスリスリ生挿入してきた（11月22日）
- 盗撮マニアのひきこもり兄の性欲処理玩具にされた美人OL（12月20日）

- 挿入とフェラを繰り返し自分のマ○コの味を堪能するプッシーtoマウスSEX（1月24日）
- 数分前まで生徒だった不良DQNモンスター卒業生に婚約者の目の前で一日中、何度も孕ませ中出し輪姦レイプされ続けた新人女教師（2月21日）
- お姉ちゃん、ピ○サロで働くことにしたからフ○ラの練習させて?（3月21日）
- すぐそばに彼女がいるのにベロチュウ誘惑で強制中出し（4月25日）
- オシッコに向かう途中に即ハメ! 即ズボ! 快感に耐え切れず失禁しながらガクブル絶頂!!（5月23日）
- 文系制服美少女は、オヤジの乳首が大好物。（6月20日）
- 8年前の過去に戻って、中出しSEX犯し(ヤリ)直した結果…。(胸糞BTF)（7月25日）
- 絶対にSEXしたくない男に犯され、拒絶したのにイキ過ぎてしまった私…。（8月22日）
- SODstar 11 SEX BUBBLE PARTY 2019 ～プールで感度アゲアゲイキまくり編～（9月12日）共演：紗倉まな、古川いおり、市川まさみ、小倉由菜、竹田ゆめ、唯井まひろ、本庄鈴、七海ティナ、みながわ千遥、小泉ひなた  ※Blu-ray版同時発売
- もし、再婚した親の連れ子が「AV女優」だったら…夢みたいな同居生活で、毎日AV撮影の練習をしまくる義兄弟姉妹になれた数日間。（9月26日）
- 超高級ナマ中出し輪姦倶楽部（10月24日）
- 汗ダクダク涎ダラダラ潮吹きビチャビチャ全マシ大噴出キメセクスペシャル!!（11月21日）
- SODstar 10 SEX AFTER PARTY 2019 ～クラブでハメハメヌキまくり編～（11月21日）共演：紗倉まな、古川いおり、市川まさみ、みながわ千遥、七海ティナ、本庄鈴、唯井まひろ、小倉由菜、小泉ひなた  ※Blu-ray版同時発売
- モンスター隣人の中年男に狙われたピアニスト姉妹（12月26日）共演：有栖るる

- ずっと布団の中… 密着ねっとりピストンでドクドク中出しが止まらない（1月23日）
- え!こんな所に戸田真琴!?都内各所に自撮りで出没 バレたらしい自分でSEX交渉!3人とSEXするまで帰れませんっ!!（2月20日）
- 炎上系コスプレイヤー萌テク我慢オフ会 MKリン（3月26日）※「MKリン」名義
- いいなり温泉旅行（4月9日）
- 痴女の女神「私がアナタを、死ぬほど犯してあげるね?」（5月8日）
- 都会に疲れたOLが離島に里帰り… 実家にも受け入れられず絶望の中で出会った島の男と本能のままに何度も生ハメ交尾しまくった（6月11日）
- 戸田真琴デビュー4周年 最新23作品23SEX8時間BEST!!!!（7月9日）※単体ベスト
- 幼馴染みと子作り中出しセックスを練習しまくることになった僕。（8月13日）
- 中出し後も腰振りをやめない精子どくどくピストン騎乗位にハマった恋愛小説家 まこりん。 もう普通に戻れない…（10月8日）
- キメセク相部屋NTR 大嫌いで最低最悪な絶倫元カレに… 媚薬を飲まされ…×××。（11月12日）
- 日帰りで12発射精しちゃうヤリまくりイチャイチャ中出し温泉旅行（12月10日）
- ムラついた性欲を満たすためエッチな言葉を吐きながら中出し妄想じゅぽじゅぽディルド痴女（12月23日、SODクリエイト）

- 結婚式最中の新郎に強制中出しさせる美人ウェディングプランナー（1月8日）
- 上司に媚びを売りまくるむかつく同僚が会社に内緒で、抜きあり回春エステで働いていたので生本番強要して特濃精子を中出ししてやった。（2月11日）
- 生まれたての子鹿の如く崩れ落とす1日中超ピストン性交（3月11日）
- 「先輩、うち来て資料作れば?」 会社の後輩のノーブラノーパンすっぴん部屋着に興奮して、始発までベロチュウSEXしまくってしまった。（4月8日）
- 「次に会えるのは、1ヶ月後だね…。」 遠距離恋愛の彼女と限られた時間の中で精子が無くなるまで激しく中出しを求め続けた純愛絶倫性交。（5月7日）
- 瞬ビク悶絶アクメオイルマッサージ 旦那以外の男を知らない若妻が、マッサージ師に強制ポルチオ開発され帰れなくなっちゃいました。（6月10日）
- 唾液ダク脳汁洪水催眠 お前の彼女、体液ドシャブリ失禁奴隷化してぶっ壊してやるよ（7月8日）
- 昔から僕をイジメてくる兄貴の彼女を、軟禁して復讐してやる。（8月12日）
- マッチョなパーソナルトレーナーを隙だらけのスポーツウェアで誘惑しマッスル性交を楽しむのが日課の若妻（9月9日）
- 媚薬×激ピストン 頭がおかしくなるまでイカされてお漏らし噴射 キメセク大絶頂（10月7日）
- 久しぶりの帰省…大嫌いだった近所の粘着オヤジに汗だくでイカされ続けたお盆休み 戸田真琴（11月11日）
- SOD卒業 まこりん、5年間ありがとう─。 気弱な僕をチクビ責めで連続射精させるのが大好きな年上彼女 戸田真琴（12月9日）

#### FALENO
- 衝撃の移籍 引退まで残り365日 戸田真琴 FALENO専属第一弾!舌で交わる濃厚接吻3本番 戸田真琴（1月7日配信、2月10日DVD発売）
- 焦らされ焦らされ愛液を垂れ流し激しく潮吹きをしてからやっと挿入される猥乱SEX 戸田真琴（2月10日配信、3月10日DVD発売）
- 呼べばすぐ来る俺依存の女教師を媚薬漬けにして、簡単に股を開くいいなり肉オナホにしてやった。 戸田真琴（3月10日配信、4月7日DVD発売）
- ドSな新卒女子がモラハラ上司へ危険な残業騎乗位調教　戸田真琴（4月6日配信、5月12日DVD発売）
- いじめて、ください。戸田真琴（5月6日配信、6月9日DVD発売）
- 「一滴残らず飲み干して」私の体液を飲ませて、浴びさせて、責めてあげる　戸田真琴（6月6日配信、7月7日DVD発売）
- 『私のケツ穴もっと舐めて欲しいの…』剛毛アナルを舐めさせるデカ尻姪っ子の誘惑　戸田真琴（7月5日配信、8月11日DVD発売）
- 可愛い笑顔からの容赦ない焦らしヌキ！金玉をゼロにする凄テクコスプレメンズエステ　戸田真琴（8月3日配信、9月8日DVD発売）[34]
- 心優しい女上司の裏の顔はヨダレだらだらの下品フェラとイッても止めない追撃淫語でM男を追い詰める美痴女王様 戸田真琴（9月5日配信、10月6日DVD発売）
- AV男優に恋をして…処女だった私はAV女優になりました。 戸田真琴（10月5日配信、11月10日DVD発売）
- 「AV、もうすぐ辞めるから」引退直前にココロもカラダも全てさらけ出す一泊二日のSEXドキュメント 戸田真琴（11月4日配信、12月8日DVD発売）
- 戸田真琴、引退。私が最後にやりたかったこと（12月5日配信、2023年1月12日DVD発売）

### アダルトビデオ -VR-
特筆しない限りSODクリエイトからリリース。
- SODstar 戸田真琴と見つめ合いながら囁き淫語ドアップま○こ見せつけクチュクチュ音まで聞こえる相互オナニー（4月26日）
- 戸田真琴とラブラブ同棲日記 アナタのことを大好きすぎるまこりんと超密着キスしまくり中出し懇願おねだり甘えっ子SEX（4月26日）
- SODstar×超人気女優 6人夢の共演 指舐め、足舐め、乳首舐め、玉舐め、アナル舐め、全身舐め尽くし&6人全員フェラ比べ極上ハーレム天国スペシャル（4月26日）共演：市川まさみ、桐谷まつり、春原未来、波多野結衣、浜崎真緒
- SODstar 市川まさみ、桐谷まつり、戸田真琴の3人に囲まれ最初から最後までひたすらベロキスされながら密着囁きハーレム手コキッス（4月26日）共演：市川まさみ、桐谷まつり
- SODstar×SODVR 3D star女優市川まさみ、桐谷まつり、戸田真琴の3人と最高の4P全員挿入スペシャル! イチャイチャキス、ラブラブ密着感、甘える耳元囁き「このまま中でイってもいいよ」（4月26日）共演：市川まさみ、桐谷まつり
- 飛鳥りん×戸田真琴 SODstar 超高級二輪車マットヘルス W密着キス顔面舐めぬるぬるローション濃密プレイ 素股のはずが気持ちよくなりすぎてりんちゃんからこっそり挿入スペシャル（5月31日）共演：飛鳥りん
- どこを向いても裸の美女だらけ! AV史上初! 360°3D映像! 極上美女14人に囲まれ前後左右全てから責められる超高刺激! 今まで体験したことのない究極ハーレムSEX!（8月1日）共演：紗倉まな、古川いおり、市川まさみ、飛鳥りん、桐谷まつり、波多野結衣、大槻ひびき、篠田ゆう、推川ゆうり、跡美しゅり、宮崎あや、椎名そら、桜木優希音  ※「VR-1グランプリ2017」第1位獲得作品[40]。
- アナタの赤ちゃんが欲しい戸田真琴が耳元で何度も何度も中出しを懇願するナマ挿入受精孕ませSEX（8月4日）
- SODstar×SODVR 3D star女優 紗倉まな、飛鳥りん、戸田真琴の3人と夢のハーレム! キスたっぷり僕のチ○ポ奪い合い小悪魔痴女全員挿入SEX 最後は耳元で「中に出して」と囁かれてそのまま中出しスペシャル!（8月4日）共演：紗倉まな、飛鳥りん
- 常に密着イチャイチャ超高級ハーレムソープ スペシャルイス洗いコース全員挿入中出し編（10月20日）共演：跡美しゅり、大槻ひびき、篠田ゆう

- バレンタイン告白VR（2月7日）他出演：かなで自由、森はるら、小西まりえ、胡桃沢ももこ、持田栞里、後藤里香、玉木くるみ、明海こう
- 後輩マネージャーと夜の体育倉庫に閉じ込められて2人きり まさかのアクシデントでドキドキのエロ神展開に!（3月7日）
- サイレントレ×プVR ロッカーの中に引きずり込み犯す（4月5日）

- 全肯定カノジョ。 「すぐ射精ちゃうの? じゃあ全部私に頂戴?」 早漏の僕を慰めつつ、全体位中出しで受け止めてくれるマジ天使。（1月4日）
- 超敏感!! 乳首が常に密着! ヤレるちっぱいおっぱぶ嬢（2月22日）
- SODVR1000作品突破記念スペシャル第4弾!!《領域展開/地面特化×天井特化》究極3P 姉妹密着サンドイッチセックス。 前後左右に完全だいしゅきホールドされて、射精（11月1日）共演：青空ひかり

### アダルトビデオ -総集編・オムニバス-
- 戸田真琴 デビュー1周年記念12作品収録4時間BEST（9月7日、SODクリエイト）※単体ベスト

- 戸田真琴 デビュー2周年 13作品13SEX収録4時間ベストII（9月20日）※単体ベスト

- 戸田真琴デビュー4周年 最新23作品23SEX8時間BEST！！！！（7月9日、SODクリエイト）

### イメージDVD
2016年
- Makoto 純潔ピュアネス（7月21日、REbecca）※Blu-ray版同時発売
- 戸田真琴はオレのカノジョ。（9月25日、GARDEN）
- Smile Nude ～まこりん純愛物語～（12月13日、Precious Beauty）※Blu-ray版同時発売

2017年
- もしも戸田真琴が彼女になったら (VR彼女編)（1月25日、GRAPHIS）※Blu-ray版同時発売
- Tender Nude ～まこりん純情恋旅行～（4月23日、Precious Beauty）※Blu-ray版同時発売
- 僕のお嫁さんは戸田真琴（8月30日、オルタナックソフト販売）
- 戸田真琴が好きすぎて戸田真琴が彼女になってた（10月25日、GRAPHIS）※Blu-ray版同時発売
- Aphrodite（12月1日、ファインピクチャーズ）※Blu-ray版同時発売

2018年
- Aphrodite 戸田真琴 2（8月3日、ファインピクチャーズ）※Blu-ray版同時発売

2019年
- Fetish（3月22日、竹書房[41]）

2020年
- Lover’s Day（1月1日、ファインピクチャーズ）※Blu-ray版同時発売

## 書籍・その他

### 写真集
- らぶぱら（2017年1月28日、竹書房、撮影：マキハラススム）ISBN 978-4801909809
- The light always says.（2018年1月29日、玄光社、撮影：福島裕二）ISBN 978-4768309315
- Light,strong,loneliness.（2018年6月7日、戸田真琴×福島裕二写真展、撮影：福島裕二）・・・後述写真展の図録写真集
- 旋律-senritsu-（2018年7月25日、彩文館出版、撮影：斉木弘吉）ISBN 978-4775606018
- 戸田真琴デビュー5周年記念写真集 まことのうそ（2021年7月30日、徳間書店、撮影：原田武尚） ISBN 978-4198653248
- 戸田真琴×飯田エリカ写真集「神画」（2022年8月29日、主婦の友社、撮影：飯田エリカ）ISBN 978-4074525645
- Makolin is（2023年3月3日、東京ニュース通信社、撮影：飯田エリカ[42]）[43]ISBN 978-4867015759

### デジタル写真集
- Pure purification（2017年2月17日、GRAPHIS）
- LIMITED EDITION（2017年11月3日、GRAPHIS）
- ギリギリ★あいどる倶楽部　「純愛物語」（2017年9月2日、PAD）
- ギリギリ★あいどる倶楽部 「まこりん純情恋旅行」（2018年2月6日、PAD）
- SODstar 8LOVERS写真集「花譜-kafu-」（2019年2月4日、集英社）
- ビースターANGELS 全裸三姉妹（2020年8月24日、小学館）
- Nostalgic（2021年12月15日、FALENO）
- ORION（2022年12月13日、株式会社para）
- TWINKLE（2022年12月13日、株式会社para）
- POLARIS（2022年12月13日、株式会社para）
- PLANET（2022年12月13日、株式会社para）
- COMET（2022年12月13日、株式会社para）
- SPICA（2022年12月13日、株式会社para）
- ANTARES（2022年12月13日、株式会社para）
- REGULUS（2022年12月13日、株式会社para）
- LILIUM（2022年12月13日、株式会社para）
- SIRIUS（2022年12月13日、株式会社para）
- ANDROMEDA（2022年12月13日、株式会社para）
- SOUTHERN CROSS（2022年12月13日、株式会社para）
- さよならのかわりに（2023年1月23日、小学館）

### ROM写真集
- MACOSPLAY（2017年8月12日、制作：air platz）
- ♯まこりんとリア充デートなう に使っていいよ？（2017年8月12日、制作：air platz）
- 女児服着ちゃいまこりん（2017年8月12日、制作：air platz）
- まこりんの尻が二次元体型すぎたのでひたすらパンツ！パンツ！パンツ！（2018年8月11日、制作：air platz）

### 同人写真集
- CATS（2018年8月11日、制作：air platz）

### モデル
- ビジュアルヌード・ポーズBOOK act 戸田真琴（2019年8月26日、二見書房　撮影：長谷川朗）ISBN 978-4-576-19143-0

### 単行本
- あなたの孤独は美しい（2019年12月12日、竹書房）ISBN 978-4-8019-2111-5
- 人を心から愛したことがないのだと気づいてしまっても（2020年3月23日、KADOKAWA）ISBN 978-4-04-108505-9
- そっちにいかないで（2023年5月27日、太田出版）

### 雑誌
- 週刊プレイボーイ 2016年11月28日号（集英社）- 袋とじ「元生徒会副会長で、今年処女喪失 はじめてのハメ撮り体験記」
- 週刊実話 2017年2月9日号（日本ジャーナル出版）- 袋とじ「南国ヘアヌード!!  戸田真琴 美裸身解放」
- 週刊実話 2017年8月3日号（日本ジャーナル出版）- グラビア「あの娘と密室で」
- 週刊実話 2017年10月26日号（日本ジャーナル出版）- グラビア「誘惑天使」
- 週刊実話 2017年11月30日号（日本ジャーナル出版）- グラビア「恋のバケーション」
- 週刊実話 2018年1月4日号（日本ジャーナル出版）- グラビア「桃乃木かな・戸田真琴・あやみ旬果  裸んぼうのサンタクロース」
- 週刊実話 2018年11月22日号（日本ジャーナル出版）- グラビア「発情バケーション」
- 週刊実話 2019年6月6日号（日本ジャーナル出版）- グラビア「戸田真琴・加藤あやの・唯井まひろ  トップ女優が集結!」
- 週刊大衆 2019年6月17日号（双葉社）- グラビア
- 週刊実話 2019年6月27日号（日本ジャーナル出版）- 袋とじ「希崎ジェシカ・天使もえ・戸田真琴・小倉由菜  ナースのお痴事」
- 週刊大衆 2020年2月17日号（双葉社）- グラビア
- 週刊実話 2020年3月12日号（日本ジャーナル出版）- インタビュー「本好きのリビドー 話題の1冊 著者インタビュー 戸田真琴」
- 週刊実話 2021年9月2日号（日本ジャーナル出版）- 袋とじ「羽衣の淫天女」
- 文学ムック「ことばと」vol.4（2021年10月、書肆侃侃房）短編小説「海はほんとうにあった」
- クイックジャパンvol.159（2022年3月、太田出版）小説「シネンシス」[44]

### 連載
- まこりんのがんばりまこりん（2016年10月7日 - 2018年9月28日[45]、東京スポーツ新聞社「東スポ裏通り」）[46]
- 戸田真琴のコラム『悩みをひらく、映画と、言葉と』（2017年2月14日[47] - 12月29日[48]、KAI-YOU）
- 肯定のフィロソフィー日（「TV Bros.」2018年7月号[49] - 、東京ニュース通信社）
- 戸田真琴と性を考える（2019年7月2日[50] - 2021年12月27日[23]、北欧カルチャーマガジンFika）

### トレーディングカード
- ジューシーハニー VOL.40 戸田真琴＆あやみ旬果＆桃乃木かな（2017年12月16日、株式会社ミント）
- ジューシーハニー LUXURY EDITION 2018 戸田真琴＆明日花キララ＆三上悠亜＆成宮りか（2019年2月24日、株式会社ミント）
- ジューシーハニー PLUS4 戸田真琴＆天使もえ＆希崎ジェシカ＆小倉由菜（2019年10月26日、株式会社ミント）

### フィギュア
- PLAMAX Naked Angel 1/20 戸田真琴（2019年7月26日、マックスファクトリー）

## 監督作品

### 映画
- 永遠が通り過ぎていく（2019年12月20日、MOOSIC LAB 2019特別招待作品[51]）- アンソロジー3本すべての監督・脚本担当[19]

### ミュージックビデオ
- 「ダンスホール」AMIKO（2020年5月31日公開）
- 「M」大森靖子（2021年10月10日公開）[52]
- 「CHRISTMAS AFTERNOON」諭吉佳作/men（2022年11月29日公開）

### アダルトビデオ
- 「私とえっちしませんか？」戸田真琴 19歳 元生徒会副会長が妄想するえっちな●校生活（2016年10月2日、SODクリエイト・青春時代）- 出演・監督

## 出演

### 映画
- 「ほくろの女は夜濡れる」榊英雄監督（2017年6月23日公開）[53]‐ 工藤朋美 役
- 「コクウ（黒雨）」榊英雄監督（2017年7月8日公開）[54]‐ 工藤朋美 役
- 童貞幽霊　あの世の果てでイキまくれ!（2019年11月15日公開）‐ 歩美 役

### オリジナルビデオ
- さよなら家庭教師（2019年3月2日、ハピネット）‐ 沙織 役（主演）
- 団地妻は、わけあってヤリました。（2019年4月19日、リバプール）‐「華」役[55]、ナレーション
- パパ活 恋愛方程式（2021年5月7日、ハピネット）‐ 杏花 役（主演）[56]

### イベント
- ハロウィンの夜お掃除イベント（2016年10月29日、渋谷）触れただけで反応する「ビン・カンゴミ箱」（声の出演）[57]
  - （2018年10月31日、渋谷）たくさん褒めてくれる「萌えるゴミ箱」（声の出演）[58]
- 戸田真琴トークイベント in 大阪 「まこりんのこと、いっぱいお話します」（2016年10月29日、十三シアターセブン）
- 戸田真琴トークイベント in 大阪 vol.2「も～っと！まこりんのこと、お話します」（2017年5月6日、十三シアターセブン）
- 「まこりんナイト in大阪」（2017年5月7日、ロフトプラスワンウエスト）
- 戸田真琴デビュー1周年記念トークライブ「Who is a MAKORIN? vol.1」（2017年6月27日、LOFT9shibuya）[59]
- 戸田真琴帰国記念トークライブ「Who is a MAKORIN? vol.2」（2017年11月15日、LOFT9shibuya）[60]
- 戸田真琴×福島裕二写真展 The light always says.（2018年1月25日 - 28日、6月7日 - 17日、渋谷ギャラリー・ルデコ）[61][62]
- 戸田真琴デビュー2周年トークライブ「Who is a MAKORIN? vol.3」（2018年6月27日、LOFT9shibuya）
- 戸田真琴生誕記念トークライブ「Who is a MAKORIN? vol.4」（2018年10月10日、LOFT9shibuya）[63]
- Bstarトークショー ~アワード受賞者 大集合SP~（2022年5月1日、代々木・MUSE HALL）[64]

### テレビ
- 阿部乃ちゃんねる（2017年11月3日、エンタ!959）
- たびともイン京都・戸田真琴×飛鳥りん（2018年1月02日、エンタ!959）[65]
- ゴッドタン（2018年1月28日、テレビ東京）
- 出川とWHYガール（2018年5月22日、テレビ朝日）
- ダラケ! #13,#14「スカパー!アダルト放送大賞2019ノミネート女優大集合! 前編/後編」（2018年12月6日,20日、BSスカパー!）
- もう!バカリズムさんの超H! #6（2019年3月26日、フジテレビONE）
- 今日のあまつか（2019年3月16日、5月18日、エンタ!959）
- まこりんレディオ（2019年4月2日 - 、エンタ!959）[66]
- 原宿☆バンビーナ候補生（2020年3月1日[67]、エンタ!959）
- パチンコバトル～渋谷でキャノンボール大決戦～（2021年4月1日、スカチャン1・CS801）[68]
- 架乃ゆらのLOVE昭和（2021年8月4日、エンタ!959）
- ビビッと!TV（2022年3月6日 - 27日、6月5日 - 26日、テレビ埼玉） - MC

### ウェブテレビ
- DTテレビ（2017年10月21日、AbemaTV）
- 桃色♡ゲームチャンネル（2018年2月1日・3月8日 - 、AbemaTVウルトラゲームス）
- 出川とWHYガール（ディレクターズカット版）（2018年8月26日、AbemaTV）
- AbemaPrime（2019年8月19日[69]、AbemaTV）コメンテーター
- 聖ファレノ女学院（2021年5月28日[70] - 6月18日、FALENO Official Channel/YouTube）

### ウェブラジオ
- 戸田真琴の「この世界の愛し方」を語ろう（2019年3月27日[71] - 、KAI-YOU Premium）
- 戸田真琴と飯田エリカの保健室（2020年8月17日[72] - 、Podcast）

### ラジオ
- 紗倉まなとニューヨークのマジックミラーナイト（2021年4月10日、文化放送）
- 白石茉莉奈のtalking free（2022年6月12日、渋谷クロスFM）

### ゲーム
- 龍が如く7 光と闇の行方（2020年1月16日、PlayStation 4、セガゲームス）乙姫ランド・ソープ嬢、戸田真琴 役 ※写真のみの出演

### パチンコ
- Pジューシーハニー3（2021年2月、サンセイアールアンドディ）[73]
- PジューシーハニーH（ハーレム）（2023年5月、サンセイアールアンドディ）
- PA豊丸ととある企業の最新作2 SOD 99ver.（2023年10月、豊丸産業）[74]
- Pジューシーハニー極嬢MA（2025年1月、サンセイアールアンドディ）[75]